# Ein Mann namens Peter
Ein Mann namens Peter (englisch A Man Called Peter) ist ein US-amerikanisches Filmdrama aus dem Jahr 1955 unter der Regie von Henry Koster und mit Richard Todd in der Hauptrolle. Der Film basiert auf dem Leben des Predigers Peter Marshall, der vor seinem frühen Tod Kaplan des US-Senats und Pfarrer der New York Avenue Presbyterian Church in Washington, D.C. war. Der Film basiert auf der gleichnamigen Biografie seiner Witwe Catherine Marshall (1914–1983) aus dem Jahr 1951.
Der Film war 1955 ein Kassenschlager und wurde 1956 für seine Farbkinematographie für den Oscar nominiert.
Dies war der letzte Spielfilm der Schauspielerin Jean Peters. Sie spielte die Rolle der Catherine Marshall. Alfred Newman wiederverwendet ein Großteil der Filmmusik aus seinem Film The Walls of Jericho (1948).

## Handlung
Als Peter Marshall im schottischen Coatbridge aufwächst, liebt er das Meer und träumt davon, auf einem Schiff zu arbeiten. Einige Jahre später gerät er in einen Nebel und stürzt beinahe über eine Klippe. Sein Überleben in dieser Situation bringt ihn dazu, sein Leben dem Geistlichen zu widmen. Er beginnt, in Doppelschichten zu arbeiten, um genug Geld für ein Studium in Amerika zu sparen. Dort angekommen, arbeitet er wieder hart, um genug Geld für die Divinity School zu sparen. Nach seinem Abschluss wurde er als Pastor in eine ländliche Gemeinde in Covington, Georgia, berufen.
Seine Predigten finden großen Anklang und bald kommen Menschen von nah und fern. Die Studentin Catherine Wood vom nahegelegenen Agnes Scott College verliebt sich in Peter, als sie ihn zum ersten Mal sprechen hört. Catherine beeindruckt Peter, indem sie ihm bei einer Veranstaltung für Studenten hilft, wo sie eine improvisierte Rede mit Zitaten aus seinen Predigten hält. Schließlich heiraten sie. Ihre Flitterwochen verbringen sie mit einer Kreuzfahrt und einem Angelausflug. Catherine wird seekrank und weigert sich, an Bord des Fischerbootes zu gehen.
Nach ihrer Hochzeitsreise zieht das junge Ehepaar nach Washington, D.C., wo Peter eine Stelle als Pastor der New York Avenue Presbyterian Church angenommen hat. Die Gottesdienste sind schlecht besucht und Peter lädt Menschen aus allen Gesellschaftsschichten ein. Damit zieht er sich den Zorn des örtlichen Kirchenschnösels zu, doch die Gottesdienste sind bald überfüllt.
Peters Sohn Peter John wird am Morgen des 7. Dezember 1941 geboren. An diesem Morgen, dem Tag des Angriffs auf Pearl Harbor, hält Peter eine Predigt an der Marineakademie der Vereinigten Staaten in Annapolis. Er wird inspiriert, seine geplante Predigt in eine Predigt über den Tod und das ewige Leben zu ändern. Er beschreibt den Tod als das Einschlafen in einem Raum und das Aufwachen am nächsten Morgen in dem Raum, in den man gehört.
Catherine ist unterdessen an Tuberkulose erkrankt und ans Bett gefesselt. Sie hört über das Radio Peters Predigt über eine Frau, die durch die Berührung des Saums des Gewandes Jesu geheilt wurde. Als Peter nach Hause kommt, hat Catherine ihr Bett verlassen und ist zum ersten Mal seit drei Jahren die Treppe zu ihrer Wohnung hinuntergegangen. Nachdem seine Frau allmählich gesund wird, kaufen Peter und Catharina ein Ferienhaus auf Cape Cod. Peter nimmt seinen Sohn mit zum Angeln, aber Catherine weigert sich immer noch, aufs Wasser zu gehen.
Nach ihrer Rückkehr erkrankt Peter während einer Predigt und wird ins Krankenhaus eingeliefert. Er hat eine Koronarthrombose. Nach kurzer Genesungszeit nimmt er seine Predigttätigkeit wieder auf und nimmt eine Stelle als Kaplan im Senat der Vereinigten Staaten an, ein großer Berufsaufstieg für ihn, der einst als mittellosen Einwanderer in die Staaten gekommen war. Eines Nachts weckt Peter Catherine und erzählt ihr, dass er Schmerzen habe. Als er von einem Krankenwagen abgeholt wird, bittet sie ihn, mit ihr zu kommen. Peter sagt ihr jedoch, dass sie bei ihrem Sohn bleiben müsse und er sie morgen früh sehen werde. Später ruft sie das Krankenhaus an, das ihr mitteilen muss, dass Peter gestorben ist.
In diesem Sommer fährt Catherine mit ihrem Sohn in ihr Ferienhaus nach Cape Cod. Er will mit dem Boot rausfahren. Sie weiß, dass er nicht allein fahren kann, und steigt zu ihm ins Boot.

## Produktion

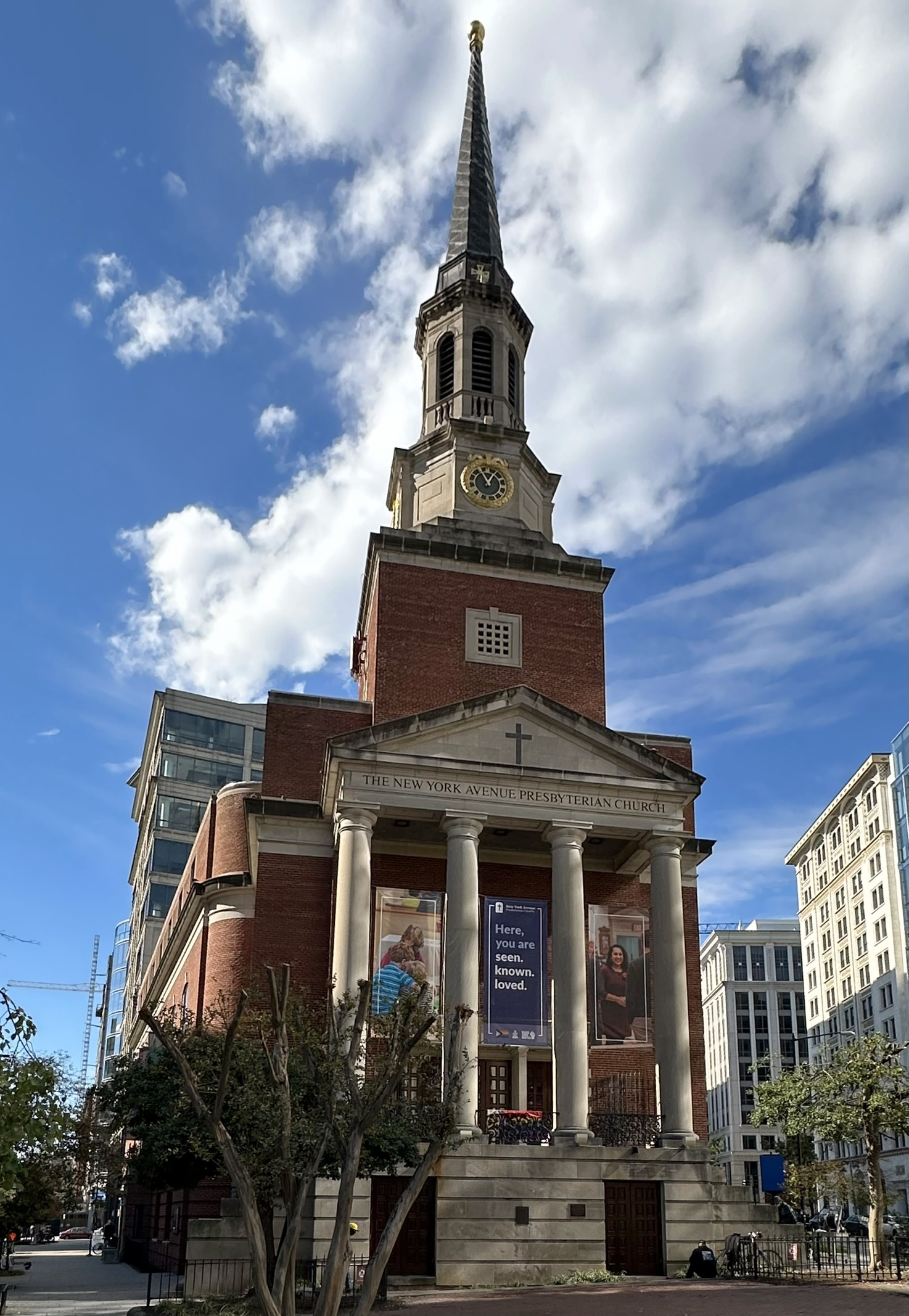
Die New York Avenue Presbyterian Church, die Wirkungsstätte von Peter Marshall

Der Autor und Produzent Lamar Trotti der kurz zuvor seinen Sohn bei einem Autounfall verloren hatte, wurde von dem Buch angezogen und machte sich ausführliche Notizen dazu. Trotti erlitt jedoch im August 1952 einen tödlichen Herzinfarkt und seine Notizen fielen seinem Produzentenkollegen Samuel G. Engel in die Hände. Im November 1952 erwarb 20th Century Studios eine Option auf das Buch und beauftragte Sylvia Richards mit dem Schreiben des Drehbuchs. Im folgenden Sommer machte das Studio von seiner Option Gebrauch und erwarb die Rechte an dem Buch für 30.000 Dollar. Im November 1953 wurde Eleanore Griffin mit dem Drehbuch beauftragt und Catherine Marshall als technische Beraterin engagiert. Die Filmproduktion fand von Ende September bis Ende November 1954 statt. Ursprünglich sollte Richard Burton die Hauptrolle spielen. Daraufhin wurde Richard Todd die Rolle angeboten. Da er persönliche Zweifel an seiner Fähigkeit hatte, der Rolle gerecht zu werden, fragte er, ob er eine Probeaufnahme machen könne, in der er eine von Marshalls Predigten hält. Der Test wurde in England gedreht und Studiochef Zanuck war so begeistert, dass er an Engel schrieb: „Ich war einfach fasziniert. Ich konnte nicht glauben, dass dies auf Film war.“ Ursprünglich war Jean Peters für die Rolle der Catherine vorgesehen. In Betracht gezogen wurden jedoch auch andere Schauspielerinnen wie Eva Marie Saint, Elizabeth Taylor, Jean Simmons, Dorothy McGuire und Donna Reed. Peters wurde die Rolle schließlich sechs Tage vor Drehbeginn zugewiesen. Die Außenaufnahmen wurden vor Ort in Schottland gedreht. Die eigentlichen Dreharbeiten begannen mit einer zweiten Einheit in Atlanta, Decatur und Covington. Anschließend wurden sie nach Washington, D.C., und später zur U.S. Naval Academy in Annapolis in Maryland verlegt.
Die folgenden Schauspieler traten in Szenen auf, die vor der Veröffentlichung des Films geschnitten wurden: Agnes Bartholomew, Rick Kelman, Luis Torres Jr., Bob Hunter, David Wood, Alex Campbell, Jonathan Hole und Maudie Prickett.
Am 24. Januar 1955 sahen achtzig Geistliche – Katholiken, Juden und Protestanten – bei einer Sondervorführung im Studio einen Rohschnitt des Films. Ihre Reaktion war überwältigend positiv. Als Catherine Marshall am 7. März im Vorführraum des Studios in New York die endgültige, um etwa fünfzehn Minuten gekürzte Fassung sah, hatte sie das Gefühl, dass „einige denkwürdige Szenen der Länge geopfert worden waren“, aber sie wusste, dass „der Film, was auch immer er für kleine Fehler hatte, in Ordnung war“.

## Besetzung und Synchronisation
Die deutsche Synchronisation des Films übernahm die Elite-Film Franz Schröder GmbH in Berlin.
| Rolle                   | Darsteller       | Sprecher                |
| ----------------------- | ---------------- | ----------------------- |
| Arzt                    | Steve Darrell    | Konrad Wagner           |
| Bruce                   | James Best       | Alexander Welbat        |
| Butler                  | Bill Walker      | Werner Lieven           |
| Catherine Wood-Marshall | Jean Peters      | Dagmar Altrichter       |
| Colonel Whiting         | Richard Garrick  | Otto Stoeckel           |
| Laura Fowler            | Marjorie Rambeau | Lilli Schönborn-Anspach |
| Miss Hopkins            | Doris Lloyd      | Ursula Grabley          |
| Mr. Findlay             | Ben Wright       | Hans Hessling           |
| Mr. Peyton              | Robert Burton    | Alfred Haase            |
| Mrs. Peyton             | Gladys Hurlbut   | Edith Schollwer         |
| Peter als Kind          | Brian Franklin   | Roland Kaiser           |
| Reverend Peter Marshall | Richard Todd     | Horst Niendorf          |
| Senator Harvey          | Les Tremayne     | Bum Krüger              |
| Senator Wiley           | Voltaire Perkins | Paul Wagner             |

## Premiere
Der Film wurde gleichzeitig in Glasgow, London und New York City uraufgeführt. An einer Parade zum Kino nahmen Mitglieder der schottischen Kriegsveteranen, Mitglieder der Royal Canadian Legion, Krankenschwestern des Caledonian Hospital und eine siebzigköpfige Fahnenabordnung teil. Die Autorin Catherine Marshall nahm an der Premiere teil, ebenso wie mehrere prominente religiöse Führer aus New York City, darunter Reverend Phillips P. Elliott, Präsident des Protestant Council of New York City, Franklin Clark Fry, Präsident der Vereinigten Lutherischen Kirche in Amerika, und Reverend Charles F. Boynton, Weihbischof der New Yorker Kathedrale St. John the Divine.

## Kritik
Bosley Crowther, der notorisch bissige Filmkritiker der New York Times, gab dem Film eine glänzende Kritik. Er nannte ihn „einen überraschenden und außergewöhnlichen Film“ und lobte Richard Todds Schauspielkunst: „Er bringt eine Inbrunst und Eloquenz in sein Spiel, die ihn geradezu aus der Leinwand herausheben.“

## Auszeichnungen
| Auszeichnung                     | Jahr | Kategorie               | Empfänger             | Resultat  |
| -------------------------------- | ---- | ----------------------- | --------------------- | --------- |
| National Board of Review         | 1955 | Beste Hauptdarstellerin | Marjorie Rambeau      | Gewonnen  |
| National Board of Review         | 1955 | Top-Ten-Filme           | Ein Mann namens Peter | Gewonnen  |
| Directors Guild of America Award | 1956 | Beste Spielfilmregie    | Henry Koster          | Nominiert |
| Oscar                            | 1956 | Beste Kamera Farbe      | Harold Lipstein       | Nominiert |

Die Evangelische Filmgilde kürte die Produktion im Oktober 1955 zum Film des Monats.